# Polanco (quartier de Mexico)
Pour les articles homonymes, voir Polanco.
Polanco est un quartier aisé de la ville de Mexico situé à l’Ouest de la ville, au Nord de Chapultepec, dans l'arrondissement Miguel Hidalgo.
Polanco est une communauté haut de gamme, réputée pour son shopping de luxe sur l'Avenida Presidente Masaryk, l'une des rues les plus chères des Amériques, ainsi que pour les nombreuses institutions culturelles de premier plan situées dans le quartier, telles que le Musée Soumaya et la Colección Jumex. Polanco est souvent appelée "Beverly Hills of Mexico" et possède l'une des concentrations les plus denses de boutiques de luxe du pays, avec le plus grand nombre de restaurants étoilés, de personnes fortunées, d'hôtels haut de gamme, de missions diplomatiques et d'ambassades. En outre, c'est l'un des marchés immobiliers les plus convoités d'Amérique latine.